# Two Harbors (Califórnia)

Localização de Two Harbors no condado de Los Angeles na Califónia.

Two Harbors é uma comunidade não-incorporada no Condado de Los Angeles no estado da Califórnia. 
É uma vila pequena situada em um istmo na Ilha de Santa Catalina, distante 37 quilômetros (23 milhas) da cidade de Avalon a única da ilha. Two harbors (dois portos em inglês) tem aproximadamente 150 residentes permanentes que vivem ao longo do ano. Uma característica notável é uma pequena escola de apenas uma sala, para aqueles que cursam o ensino fundamental, já para aqueles que cursam o ensino médio não há opção e eles são obrigados a se deslocar até Avalon.

## História
A área onde hoje se situa Two Harbors foi no passado apenas referida como o "istmo da Ilha de Santa Catalina", no final do século XIX eram realizadas atividades de mineração.

## Transporte
O local é servido por balsas que levam diariamente até San Pedro e Marina del Rey.